# Oussama Mellouli
Oussama "Ous" Mellouli (em árabe: أسامة الملولي, transliteração: Usama al-Malluli, La Marsa, 16 de fevereiro de 1984) é um nadador tunisiano, especialista nos nados livre e medley. Ele atualmente é recordista africano em quatro provas, e treina na Universidade do Sul da Califórnia (EUA), onde também estuda.
Mellouli participou dos Jogos Olímpicos de Verão de 2004, em Atenas (Grécia), e de 2008, em Pequim (China) e foi escolhido Esportista Tunisiano do Ano de 2003 e de 2004. Ele ganhou a medalha de ouro nos 1500 metros livre nos Jogos de Pequim. Um ano antes, havia sido suspenso por conta de doping no Mundial de Melbourne, em 2007.

## Biografia
Nascido na província de Túnis, Mellouli saiu da Tunísia aos 15 anos para estudar em Marselha (França). Após a graduação, ele continuou seus estudos na Universidade do Sul da Califórnia e nadou pelo USC Trojans.
- 2003: Ele aparece pela primeita vez na cena mundial no Mundial de Esportes Aquáticos de Barcelona (Espanha), com um bronze nos 400 metros medley[2].

- 2004: No Mundial de Piscina Curta de Indianápolis (EUA), Mellouli vence sua primeira prova internacional e se torna o primeiro campeão mundial da Tunísia, com o tempo de 4:07.02 nos 400m medley[3]. No mesmo campeonato, ele conquista o bronze nos 200m medley[4]. Meses antes, nos Jogos Olímpicos de Atenas, ele termina em quinto nos 400m medley, fazendo o recorde africano.[5]

- 2005: Mellouli melhora seu recorde com o bronze no Mundial de Esportes Aquáticos (4:13.47)[6]. Nos Jogos do Mediterrâneo de 2005, em Almería (Espanha), ele vence três provas: 800m livre, 400m medley e 200m medley.[7]

- 2006: Em 1 de dezembro, Mellouli vence Michael Phelps nos 400m medley do US Open.[8]

- 2007: Em 19 de fevereiro, Oussama quebra o recorde africano dos 200m medley pela quarta vez no Grand Prix USA Swimming, e estabelece outro recorde, nos 400m medley. Em 25 de março, ele conquista a prata no Mundial de Melbourne, na prova dos 400m livre[9]. Três dias depois, se torna o primeiro campeão tunisiano no Mundial, ao vencer os 800m livre[10] também com recorde africano. Entretanto, pouco tempo depois Mellouli foi pego no exame anti-doping e suspenso pelo uso de anfetamina. Devido à punição retroativa de dezoito meses imposta pelo Tribunal Arbitral do Esporte, todos os seus resultados foram invalidados, inclusive sua vitória sobre Phelps no ano anterior.

- 2008: Em seu retorno ao esporte, Mellouli se torna campeão olímpico nos 1500m livre em Pequim, com o tempo de 14:40.84 (recorde africano)[11]